# Rifugio Arp
Das Rifugio Arp ist eine Schutzhütte im Aostatal in den Walliser Alpen. Sie liegt in einer Höhe von 2446 m s.l.m. im Seitental Valle d’Ayas in der Nähe der Alm Palasina innerhalb der Gemeinde Brusson. Die Hütte wird von Anfang Juni bis Ende September bewirtschaftet und bietet in dieser Zeit 111 Bergsteigern Schlafplätze.

## Aufstieg
Die Wanderung beginnt etwa 500 m nach Estoul einem Ortsteil von Brusson. Dort befindet sich auf der linken Seite ein Parkplatz (1850 m). Von Estoul, kann man die Schutzhütte über den Weiler Chanlossere auf einfachen, unbefestigten Wirtschaftswegen binnen 2 Stunden erreichen.
Alternativ kann man die Hütte von Champoluc (4 Stunden) bzw. Gressoney-Saint-Jean (5 Stunden) auf dem Wanderweg 105 begehen.

## Geschichte
Die Schutzhütte in ihrem heutigen Erscheinungsbild wurde im Jahr 1995 eingeweiht.

## Tourenmöglichkeiten
Von der Schutzhütte kann man auf einfachem Weg zu den Seen Laghi Palasina gehen.

### Übergänge
- Übergang zur Schutzhütte Rifugio Alpenzù (1779 m) über den Colle Val Nera (2676 m).
- Übergang zur Schutzhütte Rifugio Vieux Crest (1935 m)
- Übergang nach Champoluc, einem Ortsteil von Ayas, über den Colle Palasina (2668 m)

### Gipfeltouren
Folgende Gipfel können von der Hütte erreicht werden:
- Punta Valnera (2754 m)
- Corno Bussola (3022 m)
- Corno Vitello (3056 m)
- Monte Bieteron (2764 m)